# Last Exit (album de Junior Boys)
Pour les articles homonymes, voir Last Exit.
Albums de Junior Boys
So This Is Goodbye
(2006)
Last Exit est le premier album du groupe Junior Boys, sorti en 2004, d'abord sur le label KIN au Royaume-Uni, puis sur Domino Records aux États-Unis.
L'édition américaine comporte un disque bonus avec des chansons qui étaient jusqu'alors présentes sur les EP précédents du groupe.
L'accueil critique a été très positif, notamment de la part de Pitchfork, avec une note de 8,9/10.

## Liste des titres
1. More Than Real (Johnny Dark, Jeremy Greenspan) – 6:39
2. Bellona (Dark, Greenspan) – 5:38
3. High Come Down (Dark, Greenspan) – 4:29
4. Last Exit (Dark, Greenspan) – 6:35
5. Neon Rider (Greenspan) – 2:08
6. Birthday (Dark, Greenspan) – 4:16
7. Under the Sun (Matt Didemus, Greenspan) – 7:02
8. Three Words (Greenspan) – 5:46
9. Teach Me How to Fight (Greenspan) – 5:31
10. When I'm Not Around (Greenspan) – 5:22

### Disque bonus à l'édition américaine
1. Unbirthday – 6:04
2. Last Exit (Fennesz mix) (Dark, Greenspan) – 5:35
3. Birthday (Manitoba mix) (Dark, Greenspan) – 5:12
4. A Certain Association – 2:22